# Gerhard Ebeling
Gerhard Ebeling (né le 6 juillet 1912 à Berlin et mort le 30 septembre 2001 à Zurich) est un philosophe et théologien luthérien allemand, disciple de Rudolf Bultmann. Avec Ernst Fuchs (autre élève de Bultmann), Ebeling influence toute la « théologie herméneutique » du XXe siècle. Professeur de théologie à l'université de Tübingen et à l'université de Zurich, il fait partie de la mouvance des Quêtes du Jésus historique.
Telle qu'elle est développée dans son triptyque Wort und Glaube (1960-1975), son œuvre porte avant tout sur la question de l'annonce de la parole de Dieu dans un monde laïcisé.
En 1987, Ebeling reçoit le prix Sigmund Freud pour la prose scientifique. Il est docteur honoris causa de l'université de Neuchâtel.

## Biographie
À partir de 1939, son amitié avec Dietrich Bonhoeffer, qui est comme lui un membre de l'Église confessante, s'avère déterminante pour la suite de ses travaux.
L'herméneutique d'Ebeling se réfère à Heidegger et à ses recherches sur le langage : la théologie ne constitue plus un logos sur Dieu, un « parler de Dieu ». Elle cesse d'être univoque, pour adopter un mouvement circulaire, et devient en quelque sorte la parole de Dieu au sujet de Dieu à travers le langage humain. Influencé par Gadamer (disciple de Heidegger), Ebeling définit le « cercle herméneutique » qui unit le texte et son lecteur : le lecteur interroge le texte pour en saisir la signification, mais en sens inverse il est à son tour interrogé par le texte et doit dépasser son interprétation précédente. Celle-ci correspond au concept heideggerien de « pré-compréhension ». Le mouvement circulaire entre la pré-compréhension et la compréhension d'un texte forme le « cercle herméneutique ». Le sens d'un texte dépend de la position temporelle de son lecteur.

## Publications
Ouvrages traduits en français
- Luther : Introduction à une réflexion théologique, Labor et Fides, 1988
- Prédications illégales, Labor et Fides, 1997
- Répondre de la foi : Réflexions et dialogues, Labor et Fides, 2012

Ouvrages en langue allemande
- Evangelische Evangelienauslegung. Eine Untersuchung zu Luthers Hermeneutik 1942 (= Ebelings Dissertation)
- Das Wesen des christlichen Glaubens. 1959
- Wort und Glaube, 4 Bände 1960-1995
- Wort Gottes und Tradition. Studien zu einer Hermeneutik der Konfessionen 1964
- Luther. Einführung in sein Denken 1964  (ISBN 3-16-143581-8) (Tb.)
- Lutherstudien, 3 Bände (in 5 Teilbänden) 1971-1989
- Einführung in theologische Sprachlehre 1971  (ISBN 3-16-132511-7)
- Dogmatik des christlichen Glaubens, 3 Bände 1979, 4. Auflage 2012  (ISBN 978-3-16-151028-1)
- Predigten eines »Illegalen« aus den Jahren 1939-1945 1995  (ISBN 3-16-146371-4)
- Luthers Seelsorge. Theologie in der Vielfalt der Lebenssituationen an seinen Briefen dargestellt 1997  (ISBN 3-16-146712-4)